# 岩手川 (日本酒)
株式会社岩手川（いわてがわ）は、 岩手県盛岡市仙北1-15-9にかつて本社を置いていた清酒製造業の酒蔵。

## 概要
- 創業 1872年（明治5年）
- 資本金 9459万円

## 沿革
- 1872年（明治5年） - 浜田屋3代関口藤右衛門が岩手県から免許を受け、酒造業を創業する。関口酒造、後に浜藤（はまとう）と称する[1]。
- 1896年（明治29年）8月 - 「近江屋藤兵衛」通称「近藤」(きんとう)の酒蔵を買収。後の第二（鉈屋町）工場となる。しばらく倉庫であったが、大正12年に同地でも酒造を始める[1][2]。
- 1936年（昭和11年）9月 - 合名会社浜藤酒造店を設立。[3]
- 1953年（昭和28年）8月 - 株式会社浜藤酒造店に組織変更[1]。
- 1970年（昭和45年）10月 - 株式会社岩手川に社名変更
- 1996年（平成8年）3月 - 青森酒類商業協同組合(青森市橋本1丁目)が事実上倒産。損失を負い、後の岩手川の倒産の引き金となった。しかし登記上は残存している。[4][5]
- 2006年（平成18年）2月27日 - 12億円以上の負債を抱え自己破産[6]。盛岡市指定保存建築物であった浜藤私邸含む第一工場（仙北町）の建物は全て解体撤去され、跡地にはマンション「ル・サンク明治橋」が建てられた。

鉈屋町にある第二工場一体はユニバースに2009年に買収され、ユニバース鉈屋町店となった。　盛岡市指定保存建築物である「浜藤の酒蔵」含む建物の一部は同社より盛岡市に譲渡され、もりおか町家物語館として2014年に改装され開館した。
デュークエイセスが「心の酒です　岩手川」と歌唱するテレビCMでも知られ、岩手県及び宮城県などでオンエアされていた。